# Lambertův ledovec
Lambertův ledovec (někdy také Lambertův proudový ledovec) je největší ledovec východní Antarktidy. Jeho střed se nachází na zhruba 72° j. š. a 67,5° v. d. Jedná se o největší ledovcový proud a nejdelší ledovec na světě. Má 400 kilometrů na délku a 100 km na šířku (k roku 2014). Podle United States Geological Survey je jeho délka 192 km a šířka 40 km. Podle jiných odhadů je 65 široký a 710 km dlouhý. Další publikace pak uvádí šířku ledovce na 65 kilometrů a délku na 525 kilometrů. Rozloha je podle zmíněné knihy více než 1 milión kilometrů čtverečných, což je pro srovnání skoro dvojnásobek rozlohy Francie. NSCID pak uvádí stejnou délku a rozlohu jako zmíněná kniha. Za svou délku (400 km) drží Guinnessův světový rekord za nejdelší ledovec. V některých částech jeho hloubka dosahuje až 2500 metrů.
Lambertův ledovec je jedním z nejrychlejších ledovcových proudů. Napojuje se na Ameryho šelfový ledovec, který se nachází na pobřeží Prydzova zálivu. Největší část ledovce se pohybuje rychlostí 400–800 metrů za rok, přičemž část směrem k Ameryho ledovci se pohybují rychlostí až 1200 metrů za rok. Dle odhadů Andrew Hunda odvodňuje asi 12 % východoantarktického ledového příkrovu, Australian Antarctic Division toto číslo odhadla na 10 %. Dle knihy Antarctica: Heart of the World z roku 2003 je to 8 %. Výzkum publikovaný v roce 1999 toto číslo odhadl na 16 %.

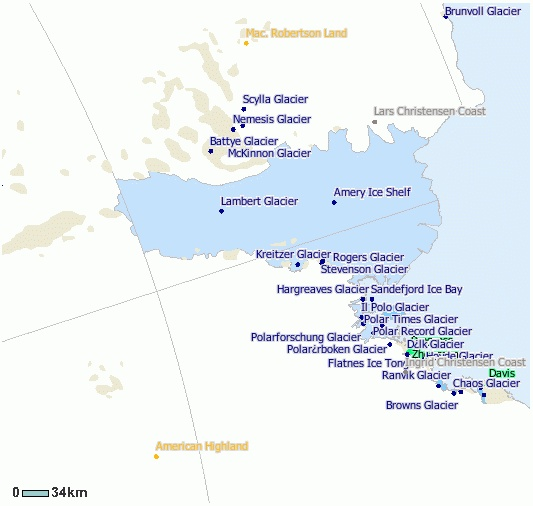
Lambertův ledovec

Poprvé jej popsal v roce 1952 John H. Roscoe. Ten jej pojmenoval „Baker Three Glacier“. Baker Three Glacier bylo kódové označení pro letadla, která v této oblasti v březnu roku 1947 prováděla výzkum jako součást Operace Highjump. Je pojmenován po Bruci P. Lambertovi z Australian Department of National Development a je součástí Australského antarktického území. Společně s dalšími oblastmi země Mac Robertsona, poblíž které se Lambertův ledovec nachází, byl na konci 60. a začátku 70. let 20. století zkoumán.

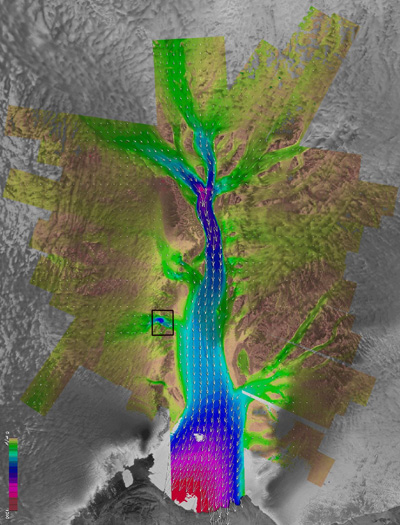
Lambertův ledovec ve čtvercovém obrazci (barva znázorňuje rychlost pohybu – od hnědé (nejpomalejší) po červenou (nejrychlejší)

Byl využíván ke studování současné změny klimatu a historických změn. Většina výzkumných prací o Lambertově ledovci je prováděna dálkovým průzkumem, jelikož má ledovec velmi nízkou teplotu, která klesá o 1 stupeň Celsia každých 100 metrů do hloubky.
Vyskytuje se zde antarktická houba Lecidea cancriformis.